# Undeadline
Undeadline (アンデッドライン) est un jeu vidéo de type shoot them up développé par le studio japonais T&E Soft, sorti en 1989 sur l'ordinateur MSX 2, en 1990 sur Sharp X68000 et en 1991 sur la console Mega Drive.